# Motorola Xoom
De Motorola Xoom is een tablet van het Amerikaanse bedrijf Motorola. De tablet werd aangekondigd op 24 februari 2011 en kwam uit in een zwarte uitvoering met en zonder 3G. De tablet heeft inmiddels al een opvolger gekregen, deze heet de Motorola Xoom 2.

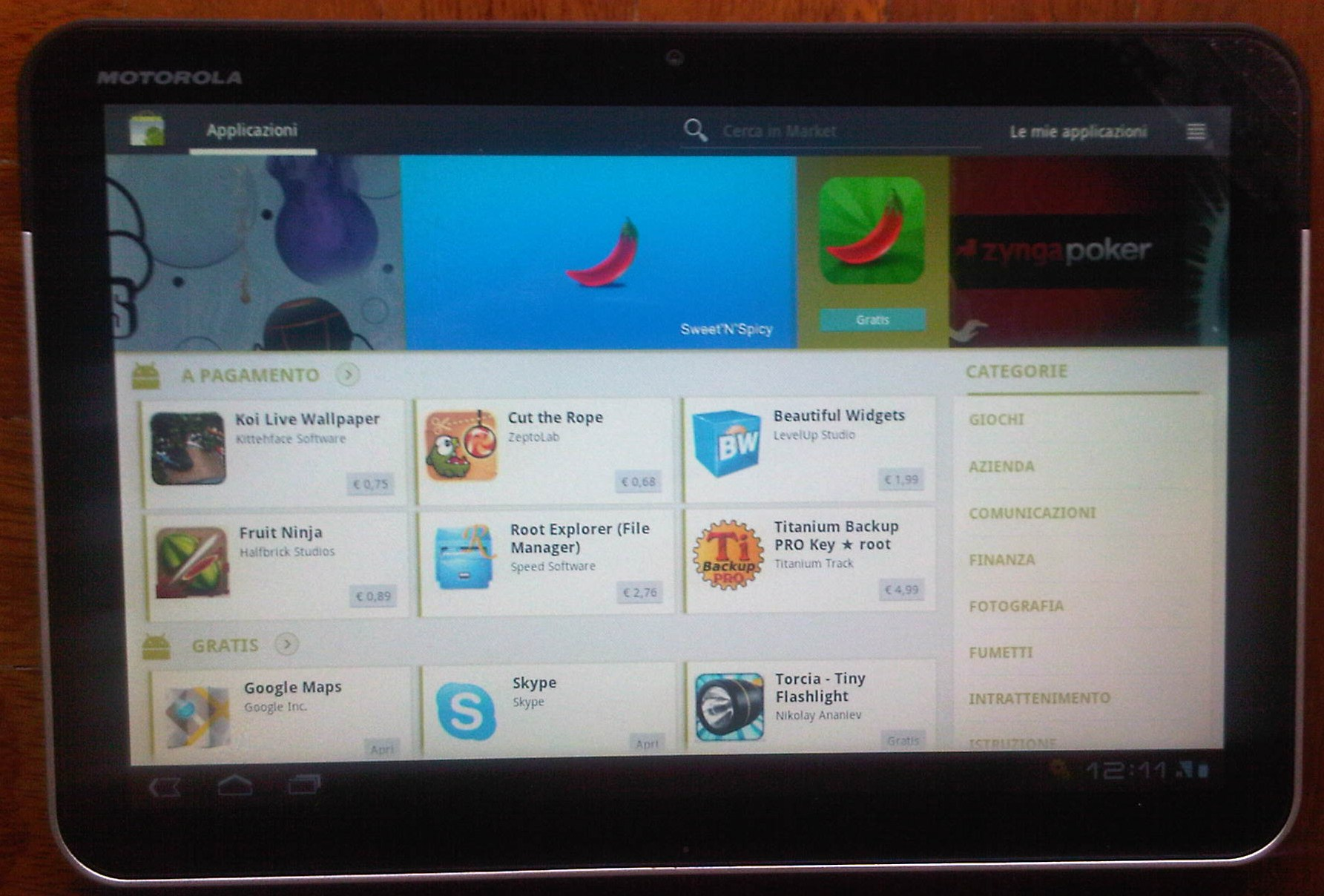
De Android Marketplace op de Motorola Xoom.

## Beschrijving
De tablet maakt gebruik van het besturingssysteem Android 3.0, deze versie wordt ook wel Honeycomb genoemd. Het was de eerste tablet die op deze versie draaide. Inmiddels is deze tablet te upgraden naar versie 4.1.2 "Jelly Bean".
Het tft-scherm van 10,1 inch (25,7 cm) heeft een WXGA-resolutie (1280 x 800 pixels), wat uitkomt op 189 pixels per inch.

## Technische specificaties
De tablet draait op een Nvidia Tegra 2 T20-processor die gebaseerd is op een ARM Cortex-A9. De chipset bestaat uit twee kernen. De processor is geklokt op 1 GHz. Het werkgeheugen bedraagt 1 GB RAM en het opslaggeheugen is er in een 16GB-, 32GB- en 64GB-versie.
De Xoom is 249,1 mm lang, 167,8 mm breed en 12,9 mm dik. De versie met 3G weegt 730 gram, de versie zonder weegt 708 gram.
De tablet heeft een lithium-ionbatterij met een capaciteit van 6500 mAh. De tablet beschikt over twee camera's: een aan de achterkant met een resolutie van 5 megapixels en een aan de voorkant van 2 megapixels om te kunnen videobellen. Tevens beschikt de tablet over een flitser.